# 田中良 (美術家)
田中 良（たなか りょう、1884年10月29日 - 1974年12月31日）は、日本の舞台美術家・画家。

## 人物・来歴
東京府麹町区生まれ。東京帝国大学農科大学教授・田中宏（1859年鹿児島県高麗町生まれ）の長男として生まれ、学習院中等部在学中に太平洋画会研究所に通う。東京美術学校（現在の東京藝術大学美術学部）西洋画科で5年間学び、卒業。同期生に九里四郎、近藤浩一路、長谷川昇、藤田嗣治などがいた。
帝国劇場の背景部に所属し、舞台の背景を手がけた。1919年（大正8年）にはヨーロッパ諸国、アメリカ合衆国を視察する。帰国ののち、新歌舞伎、新舞踊の舞台美術を手がけた。
1923年（大正12年）に発生した関東大震災後は、関西に移り、宝塚少女歌劇団（現・宝塚歌劇団）に入団して背景部を新設した。新聞小説や雑誌の挿絵、絵本も手がけており、1928年（昭和3年）には、貴司山治の小説『人造人間』をフォトロマン『霊の審判』として朝日新聞が連載する際、阪東妻三郎らの特写スチル写真の構成を手がけ、さらに同作の映画化の際には美術監督として、撮影用セットの設計等を行ったが、同映画は撮影途中で製作中止となった。
1936年に東京宝塚劇場が開設されると同劇場の舞台課長に就任。戦後は1951年より3年間早稲田大学芸術科講師を務めたのち、東横ホールの顧問となる。
1974年死去。満90歳没。

## 家族
父方祖父は鹿児島藩士、父方祖母は男爵奈良原繁の妹。妻の文は、旧彦根藩士で内閣総理大臣秘書官などを務めた河上房申の娘で学習院女学部出身。妹の鈴は岩永裕吉の妻。義兄（妻の姉の夫）に旅順工科大学 (旧制)教授の塚本小四郎。

## 著書
- 田中良舞台装置図集 早大演劇博物館編 演劇向上会、1930
- 舞台美術 西川書店、1944
- 歌舞伎定式舞台図集 大日本雄弁会講談社 1958
- 日本舞踊百姿 講談社 1974

## フィルモグラフィ
- 『霊の審判』 : 総監督・主演阪東妻三郎、監督枝正義郎、1928年 （製作中止作品） - 美術監督

## ビブリオグラフィ
国立国会図書館蔵書。
- 『貝殻幻想』、橋爪健、寳文館、1925年
- 『二つの玉』、牧野大誓、朝日新聞社、1926年
- 『児童劇集 上』、坪内逍遥、アルス、1927年 - 日本児童文庫 21
- 『小公子』、菊池寛、興文社、1927年 - 小学生全集 56
- 『日本童話集』、菊池寛、興文社、1928年 - 小学生全集 7
- 『西洋歴史物語 中』、大類伸、アルス、1929年 - 日本児童文庫 5
- 『ギリシヤ神話』、菊池寛、興文社、1929年 - 小学生全集 12
- 『田中良舞台装置図集』、早稲田大学演劇博物館、演劇向上会、1930年
- 『リンカーン物語』、池田宣政、講談社、1930年
- 『霊の審判』、貴司山治、大阪朝日新聞社、1930年 - 絵構成
- 『譽れの聯隊旗』、池田宣政、新潮社、1932年 - 愛國少年文庫
- 『ドイツ愛國物語』、池田宣政、新潮社、1937年
- 『家なき兒』、田中良、大日本雄辯會講談社、1938年 - 講談社の繪本 55
- 『日本武尊』、田中良、大日本雄辯會講談社、1938年 - 講談社の繪本 87
- 『少年美談』、田中良、大日本雄辯會講談社、1939年 - 講談社の繪本 118
- 『野口英世』、田中良、大日本雄辯會講談社、1941年 - 講談社の繪本 166
- 『日本ムカシバナシ』、田中良、大日本雄辯會講談社、1941年 - 講談社の繪本 195
- 『黄金ノ鵞鳥ト繪話』、田中良、大日本雄辯會講談社、1941年 - 講談社の繪本 175
- 『少年黒シャツ兵』、サルバトール・ゴッダ、淡海堂出版、1943年
- 『ウ・オッタマ』、ミヤシタマサミ、大日本雄辯會講談社、1943年
- 『舞台美術』、田中良、西川書店、1944年
- 『小公子』、バーネット、偕成社、1946年
- 『母を尋ねて』、アミーチース、偕成社、1946年
- 『フランダースの犬』、ウイーダ、偕成社、1946年
- 『リンカーン物語』、池田宣政、世界社、1946年
- 『家なき児』、マロー、偕成社、1947年
- 『野口英世』、池田宣政、偕成社、1948年
- 『キュリー夫人』、山中峯太郎、偕成社、1948年
- 『リンカーン物語』、池田宣政、世界社、1948年
- 『リビングストン』、池田宣政、偕成社、1948年
- 『涙の十字架』、池田宣政、偕成社、1948年
- 『小太郎と小百合』、楠山正雄、湘南書房、1948年
- 『涙の握手』、水守亀之助、ポプラ社、1948年
- 『密牢の叫び』、野村愛正、偕成社、1948年
- 『小公子』、バーネット、講談社、1948年
- 『紅ばら白ばら』、横山美智子、偕成社、1948年
- 『福沢諭吉』、沢田謙、偕成社、1949年
- 『コロンブス』、池田宣政、偕成社、1949年
- 『エヂソン』、沢田謙、偕成社、1949年
- 『リンカーン』、沢田謙、偕成社、1949年
- 『涙の二重奏』、橋爪健、偕成社、1949年
- 『われら祖国を愛すれど』、山中峯太郎、鶴書房、1949年
- 『レ・ミゼラブル物語』、ユーゴー、広島図書、1949年 - 銀の鈴文庫 童話・名作篇 16
- 『野口英世』、池田宣政、講談社、1949年 - 講談社の絵本 16
- 『歌えぬうぐいす』、久米元一、講談社、1949年
- 『まんじゅう博士』、久米元一、世界社、1949年 - なかよし文庫
- 『一わのおおむ』、石森延男、曹洞宗宗務廳社會部、1949.7
- 『四人の少女 ベター・ハーフの巻』、ルイザ・オルコット、大日本雄弁会講談社、1950年
- 『ヘレン・ケラー』、沢田謙、偕成社、1950年
- 『マルコ・ポーロ』、沢田謙、偕成社、1950年
- 『イソップ物語』、イソップ、広島図書、1950年 - 銀の鈴文庫 童話・名作篇 2
- 『フランス童話』、林憲一郎、広島図書、1950年 - 銀の鈴文庫 童話・名作篇 11
- 『アインスタイン』、沢田謙、偕成社、1950年 - 偉人物語文庫 1
- 『ナイチンゲール』、露木陽子、偕成社、1950年 - 偉人物語文庫 21
- 『小公子』、バーネット、ポプラ社、1950年
- 『アンクル・トム物語』、ストウ、偕成社、1950年
- 『黒馬物語』、アンナ・シュウェル、偕成社、1950年 - 世界名作文庫 10
- 『小公子』、バーネット、ポプラ社、1950年 - 世界名作物語 1
- 『フランダースの犬』、ウィーダ、ポプラ社、1950年 - 世界名作物語 5
- 『家なき娘』、エクトル・マロー、ポプラ社、1950年 - 世界名作物語 8
- 『四人の少女 わが家の巻』、オルコット、講談社、1950年
- 『四人の少女 お友達の巻』、オルコット、講談社、1950年
- 『四人の少女 人生の巻』、オルコット、講談社、1950年
- 『家なき子』、豊島与志雄、講談社、1950年 - 講談社の絵本 34
- 『家なき兒』、エクトル・マロウ、ポプラ社、1950年 - 世界名作物語
- 『キリスト』、清閑寺健、偕成社、1951年 - 偉人物語文庫 7
- 『キュリー夫人』、清閑寺健、偕成社、1951年 - 偉人物語文庫 11
- 『家なき子』、エクトル・マロー、あかね書房、1951年 - 世界絵文庫 10
- 『星姫ものがたり』、桑野福次、講談社、1951年 - 世界名作童話全集 19
- 『家なき児』、エクトル・マロウ、ポプラ社、1951年 - 世界名作物語 3
- 『森の笛師』、ジョルジュ・サンド、ポプラ社、1951年 - 世界名作物語 11
- 『シェクスピア名作集』、シェクスピア、講談社、1951年 - 世界名作全集 20
- 『海の画報』、田中良、講談社、1951年 - 講談社の絵本 49
- 『少女ネル』、チャールズ・ディッケンス、ポプラ社、1951年 - 世界名作物語
- 『リビングストン』、池田宣政、偕成社、1951年 - 偉人物語文庫 13
- 『イエスさま』、田中良、大日本雄弁会講談社、1951年 - 講談社の絵本 54
- 『ニュートン』、沢田謙、偕成社、1952年 - 偉人物語文庫 59
- 『エレン物語』、ワーナー、ポプラ社、1952年 - 世界名作物語 20
- 『ないちんげ-る』、久米元一、講談社、1952年 - 講談社の一年生文庫 7
- 『デユナン』、露木陽子、偕成社、1953年 - 偉人物語文庫 66
- 『パスツール』、沢田謙、偕成社、1953年 - 偉人物語文庫 78
- 『家なき子』、マロー、偕成社、1953年 - 世界名作文庫 69
- 『ろばの耳の王さま』、金素雲、講談社、1953年 - 世界名作童話全集 34
- 『シンデレラひめ』、ペロー、小学館、1953年 - 小学館の幼年文庫 7
- 『小公子』、千葉省三、講談社、1953年 - 講談社の絵本 82
- 『青い鳥』、田中良、大日本雄弁会講談社、1953年 - 講談社の絵本 70
- 『ミレー』、清閑寺健、偕成社、1954年 - 偉人物語文庫 96
- 『フランダースの犬』、深尾須磨子、講談社、1954年 - 講談社の絵本 118
- 『ばらのおうじ』、土川留女子、小学館、1954年 - 小学館の幼年絵本 22
- 『アルプスの山の娘』、田中良、穂積事業財団、1954年 - 世界名作絵文庫
- 『愛の学園』、オルコット、偕成社、1955年 - 世界名作文庫 120
- 『秘密の花園』、バーネット、ポプラ社、1955年 - 世界名作物語 28
- 『ワグナーの歌劇物語』、ワグナー、ポプラ社、1955年 - 世界名作物語 39
- 『乞食王子物語』、マーク・トウェーン、ポプラ社、1955年 - 世界名作物語 40
- 『シェクスピア名作集 2』、シェクスピア、講談社、1955年 - 世界名作全集 99
- 『家なき娘』、水島あやめ、講談社、1955年 - 講談社の絵本 135
- 『母をたずねて』、アミーチス、偕成社、1955年 - 児童名作全集 1
- 『野口英世』、沢田謙、偕成社、1956年 - 偉人物語文庫 18
- 『ベニスの商人』、大木惇夫、講談社、1956年 - 講談社の絵本 44
- 『青い鳥』、若月紫蘭、講談社、1956年 - 講談社の絵本 504
- 『イエスさま』、浜田廣介、大日本雄弁会講談社、1956年 - 講談社の絵本 525
- 『ノアのはこ船』、浜田広介、講談社、1958年 - 講談社の絵本 194
- 『歌舞伎定式舞台図集』、田中良、大日本雄弁会講談社、1958年
- 『フランダースの犬』、田中良、講談社、1961年 - 講談社の絵本 81
- 『アンクル・トム物語』、ストウ、偕成社、1965年 - 少年少女世界の名作 52
- 『小公子』、バーネット、ポプラ社、1967年 - 世界の名作 1
- 『黒馬物語』、シュウェル、偕成社、1967年 - 少年少女世界の名作 88
- 『愛の学園』、オルコット、偕成社、1967年 - 少年少女世界の名作 84
- 『家なき子』、マロー、ポプラ社、1968年 - 世界の名作 3
- 『こじき王子』、マーク・トウェイン、ポプラ社、1968年 - 世界の名作 5
- 『秘密の花園』、バーネット、ポプラ社、1968年 - 世界の名作 7
- 『少女ネル』、ディケンズ、ポプラ社、1968年 - 世界の名作 17
- 『母をたずねて』、アミーチス、偕成社、1972年 - 児童名作シリーズ 17
- 『日本舞踊百姿』、田中良、講談社、1974年